# Gussewo (Kaliningrad, Prawdinsk)
Gussewo (russisch Гусево, deutsch Groß Gnie, litauisch Gusevas) ist ein Ort in der russischen Oblast Kaliningrad (Gebiet Königsberg (Preußen)) und gehört zur Mosyrskoje selskoje posselenije (Landgemeinde Mosyr (Klein Gnie)) im Rajon Prawdinsk (Kreis Friedland (Ostpr.)).

## Geographische Lage
Gussewo liegt an der Aschwöne (Swine, russisch: Putilowka), drei Kilometer nordwestlich von Mosyr (Klein Gnie). Die Entfernung zur ehemaligen Kreisstadt Gerdauen (russisch: Schelesnodoroschny) beträgt 16 Kilometer, bis zur heutigen Rajonshauptstadt Prawdinsk (Friedland (Ostpr.)) sind es 37 Kilometer.

### Verkehr
Durch Gussewo verläuft die russische Fernstraße R 508 im Abschnitt Korolenkowo (Oschkin, 1938–1945 Oschern) – Snamensk (Wehlau), und im Ort mündet eine Nebenstraße ein, die eine Verbindung von Schelesnodoroschny (Gerdauen) herstellt.
Der Ort ist an das öffentliche Linienbusnetz angeschlossen, welches Groß Gnie über die Buslinie 536к Kaliningrad–Mosyr (Königsberg–Klein Gnie) in beide Richtungen jeweils bis zu dreimal täglich mit der Hauptstadt der Oblast verbindet.
Eine Bahnanbindung besteht nicht mehr, seit der Personenverkehr auf dem russischen Streckenabschnitt der Bahnstrecke Toruń–Tschernjachowsk (Thorn–Insterburg) mit der zwei Kilometer entfernten Bahnstation Mosyr-Nowy (ehem. Bahnhof Klein Gnie) im Jahre 2009 eingestellt wurde.

## Geschichte

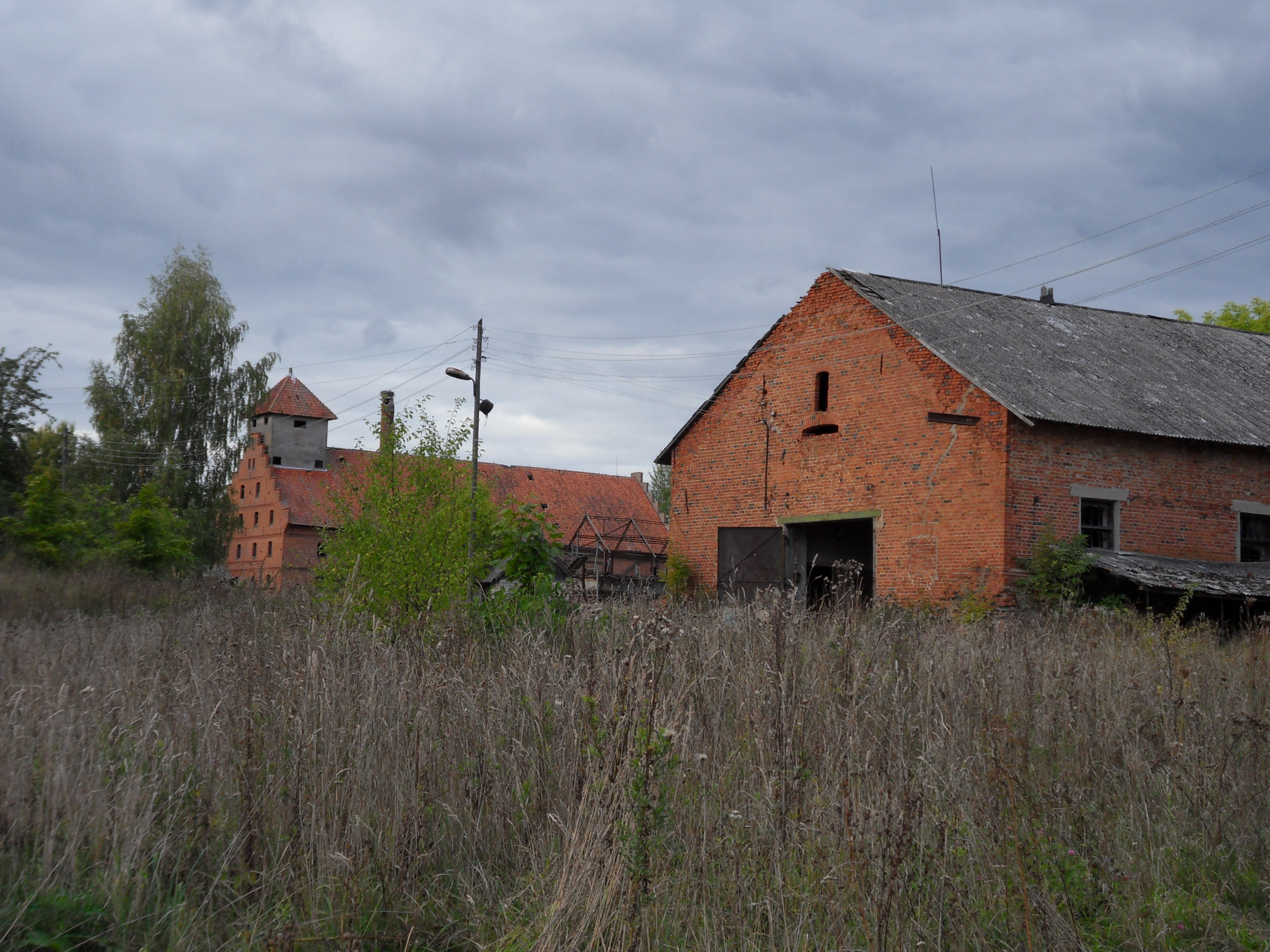
Erhaltene Wirtschaftsgebäude des früheren Rittergute Groß Gnie

Der einst Gnye genannte Ort entstand im Laufe des 16. Jahrhunderts auf einem Waldgebiet gleichen Namens. 1567 wurde Gnye zum ersten Male urkundlich erwähnt. Durch Teilung entstanden 1627 die Güter Groß Gnie und Klein Gnie (1938–1945 Kleingnie, russisch: Mosyr), wobei Groß Gnie noch bis ins 19. Jahrhundert hinein ein Vorwerk zu Klein Gnie war.
Groß Gnie gehörte zu den schönsten Gütern Ostpreußens. Ab 1874 war das damalige Vorwerk Teil des neuerrichteten Amtsbezirks Klein Gnie (1932–1945 Amtsbezirk Gnie) im Landkreis Gerdauen im Regierungsbezirk Königsberg der preußischen Provinz Ostpreußen und gehörte diesem bis 1945 an.
Erst nach dem Tode des Gutsbesitzers Heinrich Gutzeit im Jahre 1887 wurde Groß Gnie ein selbständiges Rittergut – mit einer Fläche von 1140 Hektar.
Im Jahre 1897 wurde die Landgemeinde Friedrichsfelde (russisch: Petschorskoje) in den zum selben Zeitpunkt umgewandelten Gutsbezirk Groß Gnie eingegliedert. Im gleichen Jahre entstand unter dem Besitzer Walter Gutzeit (1860–1910) ein repräsentatives Herrenhaus anstelle des bisherigen Verwalterhauses.
Im Jahre 1910 zählte Groß Gnie 431 Einwohner. Den Gutsbetrieb übernahm 1921 als dann letzter Gutsbesitzer Horst Gutszeit (1889–1966).
Am 30. September 1928 schloss sich der Gutsbezirk Groß Gnie mit den Landgemeinden Lönkendorf (russisch: Prudki) und Annawalde (Smolnoje) zur neuen Landgemeinde Groß Gnie zusammen. Die Einwohnerzahl stieg bis 1933 auf 579 und betrug 1939 noch 571, nachdem 1938 noch Teile der Gemeinde Kiehlendorf (Tichoje) eingemeindet worden war.
Am 21. Januar 1945 erhielten die Einwohner von Groß Gnie den Befehl zur Flucht, und die Bevölkerung machte sich per Treck auf den Weg in Richtung Westen. Noch 1945 kam der Ort wie das ganze nördliche Ostpreußen zur Sowjetunion. 1947 erhielt Groß Gnie die neue Bezeichnung „Gussewo“.  Das ehemalige Gutshaus diente bis 1969 als Diskothek und wurde danach abgerissen. Lediglich einige Wirtschaftsgebäude und Stallungen erinnern noch heute an den ehemaligen Gutsbetrieb.
Bis zum Jahr 2009 war Gussewo innerhalb der seit 1991/92 russischen Oblast Kaliningrad in den Mosyrski sowjet (Dorfsowjet Mosyr (Klein Gnie)) eingegliedert und ist seither – aufgrund einer Struktur- und Verwaltungsreform – eine als „Siedlung“ (possjolok) eingestufte Ortschaft innerhalb der Mosyrskoje selskoje posslenije (Landgemeinde Mosyr).

## Sehenswürdigkeiten
Aus der Vorkriegszeit sind noch eine Vielzahl von Gebäuden, teils mit Stallungen, zu finden.

## Kirche
Die vor 1945 mehrheitlich evangelische Bevölkerung Groß Gnies und den dazugehörigen Ortschaften Annawalde, Dorf (russisch: Smolnoje), Annawalde, Gut (Frolowo), Bolzhinshof, Friedrichsfelde (Petschorskoje), Lönkendorf (Prudki), Mühlenkrug und Neusorge war in das Kirchspiel Klein Gnie (russisch: Mosyr) eingepfarrt. Es gehörte zum Kirchenkreis Gerdauen (russisch: Schelesnodoroschny) innerhalb der Kirchenprovinz Ostpreußen der Kirche der Altpreußischen Union. Letzter deutscher Geistlicher war Pfarrer Ernst Lappoehn.
Heute liegt Mosyr im Gebiet der Kirchenregion Tschernjachowsk (Insterburg), die in die neugeschaffene Propstei Kaliningrad innerhalb der Evangelisch-Lutherischen Kirche Europäisches Russland (ELKER) eingegliedert ist.

## Persönlichkeiten des Ortes
- Tamara Lasakowitsch (1954–1992), Kunstturnerin